# Mike Bordin
Michael Andrew Bordin (San Francisco, California; 27 de noviembre de 1962), más conocido como Mike Bordin, es un músico estadounidense, famoso por ser el baterista y cofundador de la banda Faith No More. También ha tocado junto a Ozzy Osbourne. Es zurdo y se caracteriza por tocar un kit de batería para diestros.

## Carrera
Bordin tocó la batería en Faith No More durante toda la carrera de la banda, desde 1979 hasta 1998. En 1995 se unió a la banda de Ozzy Osbourne. También tocó brevemente con la formación original de Black Sabbath durante la gira del Ozzfest de 1997 debido a problemas de salud del baterista original, Bill Ward.
Bordin grabó nuevamente las líneas de batería en los álbumes Blizzard of Ozz y Diary of a Madman de Ozzy Osbourne, debido a un problema legal entre Osbourne y los músicos Bob Daisley y Lee Kerslake, quienes originalmente habían grabado el material de estudio con sus respectivos instrumentos, pero que después fueron borrados de los créditos.
También aparece en el segundo disco en solitario de Jerry Cantrell, y estuvo en una gira con Korn reemplazando temporalmente al baterista David Silveria. 
En febrero de 2009 se anunció que Bordin saldría de gira con Faith No More. El primer concierto tuvo lugar en la Brixton Academy de Londres el 10 de junio de ese año, y la banda terminó la gira con un último recital el 5 de diciembre de 2010 en el Estadio Bicentenario de La Florida en Santiago de Chile.

## Discografía

### Faith No More
- We Care a Lot (1985)
- Introduce Yourself (1987)
- The Real Thing (1989)
- Angel Dust (1992)
- King for a Day... Fool for a Lifetime (1995)
- Album of the Year (1997)
- Sol Invictus (2015)

### Jerry Cantrell
- Degradation Trip (2002)

### Ozzy Osbourne
- Down to Earth (2001)
- Live at Budokan (2002)
- Under Cover (2005)
- Black Rain (2007)